# La Main de l'épouvante
Pour plus de détails, voir Fiche technique et Distribution.
La Main de l'épouvante (titre original : Die blaue Hand) est un film allemand réalisé par Alfred Vohrer sorti en 1967.
Cette 28e adaptation allemande d'Edgar Wallace est une adaptation du roman The Blue Hand.

## Synopsis
Dave Emerson, l'un des quatre fils du criminel en fuite en Amérique le comte d'Emerson, est jugé en procès pour le meurtre du jardinier Edward Amery. S'appuyant sur une expertise du Dr. Albert Mangrove, psychiatre, l'avocat de la famille, Lionel Douglas, défend que Dave, à cause de son irresponsabilité, doit être admis pour une longue durée dans l'hôpital psychiatrique du docteur. Plus tard, un inconnu aide Dave à s'évader de la clinique. Une infirmière est assassinée dans des circonstances mystérieuses. Un gardien et un chien de garde qui a remonté la piste de Dave jusqu'au château familial de Gentry sont tués par une silhouette encapuchonnée avec une main de fer bleu.
Dans le château, Dave rencontre son frère jumeau Richard qui disparaît dans la soirée. Quand l'inspecteur Craig et le chef de Scotland Yard, Sir John, se présentent au château et interrogent toutes les personnes présentes, Dave prend l'identité de Richard. Ni les enquêteurs ni les frères et sœurs de Dave Robert, Charles, Myrna et leur belle-mère Lady Emerson ne s'en rendent compte. Craig fouille la chambre de Dave et trouve des choses étranges, notamment une brochure sur la "Main bleue", une arme historique. L'inspecteur découvre la tromperie. Myrna échappe de justesse à une attaque de la Main bleue. Dave peut convaincre l'inspecteur et Sir John de son innocence.
Le lendemain, Myrna est amenée au club Petit Maxim par Reynolds, le gardien de Mangrove, en se faisant passer pour Dave. Robert Emerson apprend de l'indiscret majordome Anthony Smith, ce qui est arrivé et se met à la poursuite de sa sœur. Au Petit Maxim, Myrna se sauve mais tombe sur une victime de la Main bleue. Mr. Snobbits, un habituel condamné à plusieurs reprises, ne sait rien. Après son interrogatoire à Scotland Yard, il rencontre sœur Harris de l'institution de Mangrove qu'il connaît apparemment. L'infirmière rapporte à l'inspecteur Craig et Sir John que sa collègue assassinée Agnès Dairen avait préparé un rapport dans lequel elle contredisait Mangrove et concluait que Dave n'était pas fou. Tous ces écrits ont disparu au moment de sa mort.
Comme Mangrove craint une perquisition de l'asile par Scotland Yard, ils envoient un patient au sous-sol. Le psychiatre est dépendant d'un "Boss" qui lui demande d'éliminer Myrna dans la nuit. Dans la soirée, Reynolds et un patient quittent la clinique en camionnette en emportant l'arme. Ils vont au château de Gentry, où la Main bleue tue un autre membre de la famille Emerson : Charles. Mangrove enlève Myrna. Il utilise des narcotiques, des serpents et des rats pour la faire renoncer. Mais la jeune femme refuse toujours. En face du "Boss", Mangrove affirme ne pas savoir où se trouve Myrna. Sœur Harris trouve les papiers de sa collègue assassinée mais est surprise par Mangrove. La torture subséquente par le médecin sans scrupules conduit l'infirmière dans la folie.
L'inspecteur Craig et Sir John recherchent dans l'asile. Toutefois, l'agent de police ne découvre pas la cachette avec Myrna et le patient. Dave avoue sa véritable identité à sa belle-mère et affirme à nouveau son innocence. Dans la nuit, il échappe à une attaque de la Main bleue. Craig réussit à libérer Myrna et à arrêter Mangrove. Lorsque les enquêteurs interrogent Mangrove, ils apprennent que le comte d'Emerson est innocent et que Lady Emerson est responsable des crimes. En Amérique, le comte était devenu très riche. Dans son testament, il désigne ses cinq enfants comme héritiers. Ainsi l'héritage reviendra seulement après la mort des enfants à Lady Emerson.
L'inspecteur Craig et Sir John mettent face à leur enquête Lady Emerson assistée par l'avocat Lionel Douglas, également présent au château de Gentry. Douglas admet qu'il connaissait le contenu du testament. Il admet aussi être amoureux de Lady Emerson. Néanmoins Douglas et Lady Emerson affirment qu'ils n'ont rien à voir avec les meurtres de la Main bleue. Craig et Dave enquêtent sur un passage secret qu'utilise la Main bleue au moment des assassinats. Plusieurs portes secrètes et un labyrinthe sombre mènent dans la maison du jardinier, Edward Amery, que Dave découvre mort. Ils en concluent que c'était lui l'assassin. Craig arrête Reynold, le complice de Mangrove. Maintenant l'inspecteur Craig sait qui est vraiment derrière les crimes. Après la mort du comte d'Emerson, Lionel Douglas a amené à l'arrestation puis à la fuite de Dave afin qu'il soit chargé des meurtres organisés par le Dr. Mangrove. Mais le véritable "Boss" est révélé par le majordome Anthony : c'est Richard Emerson.

## Fiche technique
- Titre : La Main de l'épouvante
- Réalisation : Alfred Vohrer assisté d'Eva Ebner (de)
- Scénario : Alex Berg
- Musique : Martin Böttcher
- Direction artistique : Walter Kutz, Wilhelm Vorwerg
- Costumes : Irms Pauli
- Photographie : Ernst W. Kalinke
- Son : Gerhard Müller
- Montage : Jutta Hering
- Production : Horst Wendlandt
- Sociétés de production : Rialto Film
- Société de distribution : Constantin Film
- Pays d'origine :  Allemagne de l'Ouest
- Langue : allemand
- Format : Couleur - 1,66:1 - Mono - 35 mm
- Genre : Policier
- Durée : 87 minutes
- Dates de sortie :
  -  Allemagne de l'Ouest : 28 avril 1967.
  -  Danemark : 18 mars 1968.
  -  France : 29 octobre 1969[1].

## Distribution
- Harald Leipnitz : L'inspecteur Craig
- Klaus Kinski : Dave Emerson / Richard Emerson
- Carl Lange : Dr. Albert Mangrove
- Ilse Steppat : Lady Emerson
- Diana Körner : Myrna Emerson
- Siegfried Schürenberg : Sir John
- Hermann Lenschau (de) : L'avocat Lionel Douglas
- Gudrun Genest : Sœur Harris
- Albert Bessler : Anthony Smith, le majordome
- Richard Haller (de) : Edward Amery
- Ilse Pagé : Miss Mabel Finley
- Fred Haltiner (de) : Reynolds, le gardien
- Peter Parten (de) : Robert Emerson
- Thomas Danneberg (de) : Charles Emerson
- Heinz Spitzner : Le juge
- Karin Kenklies : Sœur Agnes Dairen
- Otto Czarski : Duck, le gardien
- Harry Riebauer : Mr. Snobbits
- Helga Lander : Virginia

## Histoire
The Blue Hand d'Edgar Wallace paraît en 1925. Il est publié en allemand en 1928 chez Goldmann Verlag (de).
Lancée en 1959, la série d'adaptation des œuvres du romancier anglais connaît un grand succès. Pour la saison 1960-1961, Gerhard F. Hummel (de), conseiller pour Constantin Film, propose de mettre en scène The Strange Countess et The Blue Hand. Parce qu'on vient de faire signer un contrat à l'actrice Lil Dagover, on soutient Die seltsame Gräfin qui sort en novembre 1961. Le projet Die blaue Hand est laissé de côté.
En 1966, avec Le Bossu de Londres et La Planque, Rialto Film peut encore tirer profit des adaptations d'Edgar Wallace. Pour 1967, elle prévoit trois films :
1. Die blaue Hand
2. Der Mann mit der Peitsche, réalisé en  1967 sous le titre Le Moine au fouet (Der Mönch mit der Peitsche)
3. Der Engel des Schreckens, non réalisé et remplacé par Le Château des chiens hurlants

Quand le projet Die blaue Hand réapparaît, Gerhard F. Hummel a quitté Constantin Film. L'influence de Horst Wendlandt se fait alors ressentir pour être davantage contemporain que fidèle au roman. On charge Herbert Reinecker ainsi que Harald G. Petersson et Fred Denger de faire l'adaptation. Au lieu de ne prendre qu'un scénario, Horst Wendlandt demande à Reinecker de reprendre des éléments de Petersson et Denger.
Les premiers noms annoncés sont le réalisateur Alfred Vohrer et les acteurs Hanns Lothar, Harald Leipnitz et Siegfried Schürenberg. Mais Lothar tombe malade, il mourra le 11 mars 1967 ; son rôle est repris par Leipnitz.

## Source de la traduction
- (de) Cet article est partiellement ou en totalité issu de l’article de Wikipédia en allemand intitulé « Die blaue Hand (Film) » (voir la liste des auteurs).